# Бисхоп, Ян де
Ян де Бисхоп, также известный как Иоаннес Эпископиус (нидерл. Jan de Bisschop, Johannes Episcopius; 1628, Амстердам — 1671, Гаага) — голландский юрист, а затем и художник: рисовальщик, живописец и гравёр в технике меццо-тинто Золотого века голландского искусства. Романист. Oдин из основателей «Братства живописцев» и Aкадемии рисования в Гааге.

## Биография
Ян де Бисхоп учился рисунку и живописи у Бартоломмеуса Бренберга, и, в свою очередь, оказал влияние на Якоба ван дер Ульфта. И Ульфт, и Бисхоп родились в состоятельных семьях и были примерами художников, которые занимались искусством больше для удовольствия, чем для заработка.
По словам историографа Арнольда Хоубракена, автора сборника биографий «Великий театр нидерландских художников и художниц» (De Groote Schouburgh der Nederlantsche Konstschilders en Schilderessen, 1718—1721), Бисхоп был юристом голландского суда и оказал большую услугу искусству своими учебными рисунками, скопированными с произведений выдающихся мастеров: Тинторетто, Якопо Бассано, Аннибале Карраччи, Паоло Веронезе, Рубенса и Ван Дейка. Работал в Гааге и Лейдене.
Бисхоп был одним из одним из основателей объединения «Братство живописцев» (Confrerie Pictura) в Гааге, местных художников, не удовлетворённых уставом и правилами приёма в Гильдию Святого Луки.
Бисхоп был в Италии, работал в Риме, сотрудничал в качестве гравёра с живописцем Виллемом Дудейнсом, переводя в офорты его итальянские зарисовки. Гравюры меццо-тинто работы Бисхопа не сохранились.
В 1670-х годах Ян де Бисхоп выпустил два альбома, предназначенных в качестве учебного материала для молодых художников. Они были основаны на его собственных копиях с картин классических живописцев, а также копиях с рисунков путешественника по Риму Питера Донкера. Один из альбомов состоял из ста двенадцати гравюр, которые были выпущены в 1668—1669 годах под названием «Изображения древних знаков» (лат. Signorum Veterum Icones), другой был напечатан в 1671 году под названием «Графические образцы разных художников» (лат. Paradigmata Graphices variorum Artificum).
Коллекция рисунков и гравюр Яна де Бисхопа была распродана на аукционе в Гааге 22 марта 1672 года без каталога.

## Галерея
- Часть терм Диоклетиана и церковь Сан-Бернардо-алле-Терме в Риме. Между 1648 и 1671. Бумага, сепия, кисть. Рейксмюсеум, Амстердам
- Крепость в Италии. Бумага, сепия. Библиотека университета, Лейден
- Геркулес Фарнезский. Между 1663 и 1668. Офорт. Рейксмюсеум, Амстердам
- Девушка с кувшинами. Копия рисунка П. Донкера с фрески Рафаэля «Пожар в Борго» (в зеркальном изображении). Ок. 1670. Офорт
- Юдифь. По картине Джорджоне. Бумага, сепия, кисть, перо. Частное собрание
- Святой Георгий и дракон. По оригиналу Луки Лейденского (?). Между 1643 и 1671. Бумага, сепия. Британский музей, Лондон
- Старуха. Бумага, сепия. Национальный музей изобразительных искусств, Стокгольм